# ليفيو دانتي بورتا
ليفيو دانتي بورتا (بالإسبانية: Livio Dante Porta)‏ هو مهندس أرجنتيني، ولد في 21 مارس 1922 في روساريو في الأرجنتين، وتوفي في 10 يونيو 2003 في Lomas de Zamora Partido ‏ في الأرجنتين.